# Witalij Szachow
Witalij Szachow (ur. 9 stycznia 1991) – rosyjski piłkarz, grający na pozycji obrońcy. Ostatnio zawodnik Fakieła Woroneż.